# Militärdomstol

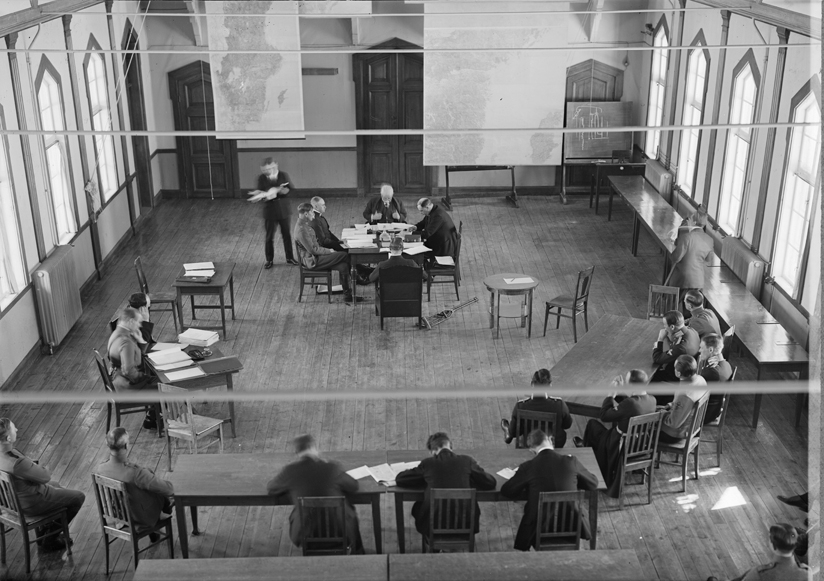
Krigsrätt vid Östgöta flygflottilj 1929.

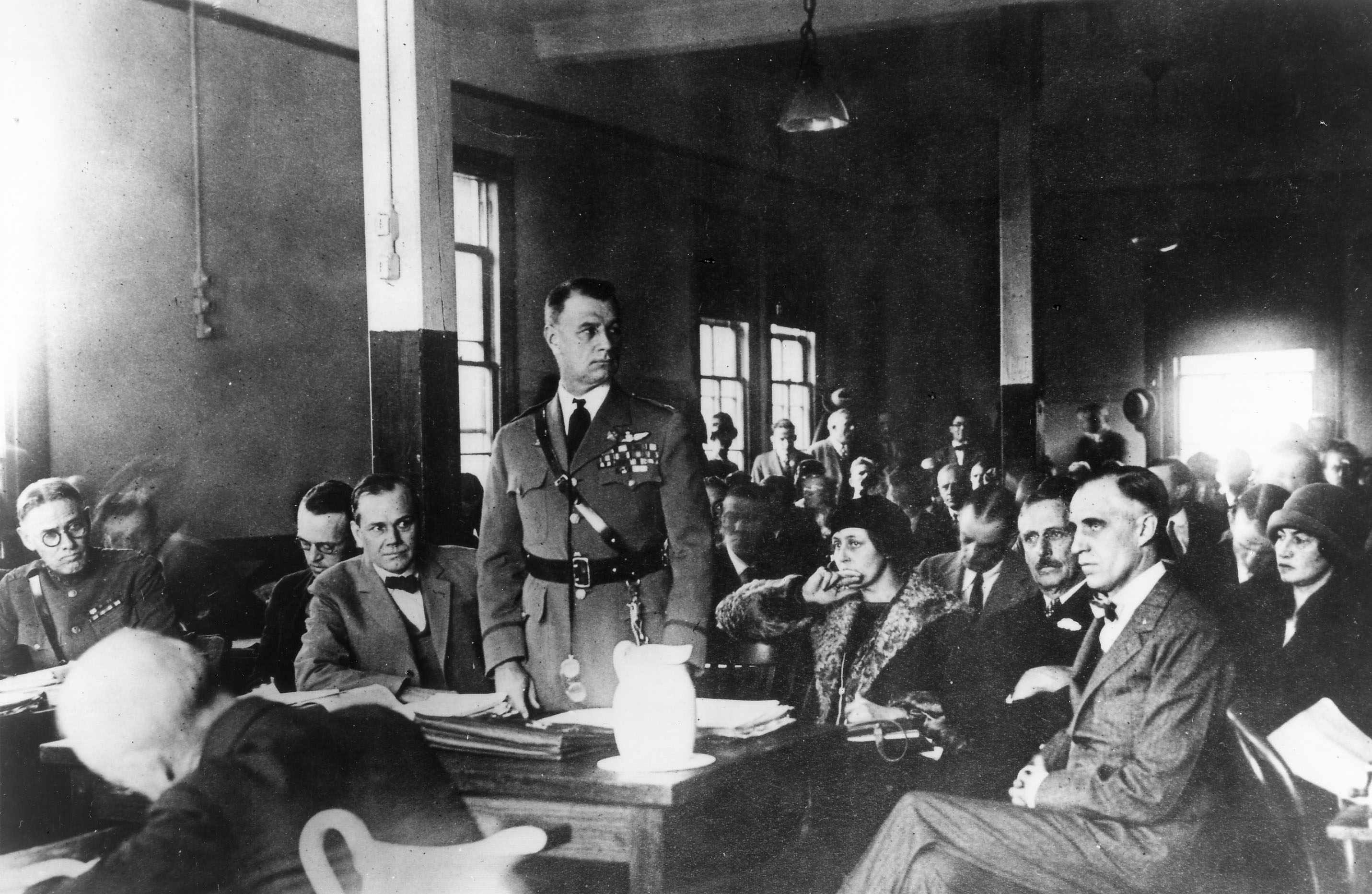
Krigsrättsförhandlingar mot den amerikanske flygvapengeneralen Billy Mitchell 1925.

Militärdomstol, även kallad för militärtribunal, krigsrätt eller ståndrätt, är en domstol som dömer krigsmän i krigstid eller fredstid enligt krigslagar. Militärdomstolar förekommer inte längre i Sverige, men används i bland annat USA (Uniform Code of Military Justice).

## Militärdomstol i USA
En avgörande skillnad jämfört med det civila rättsväsendet i Förenta Staterna är att det inte är någon åtalsjury eller oberoende åklagare som väcker åtal, utan det är ansvarigt befäl som sammankallar till krigsrätt. Det finns tre olika sorters krigsrätt: summary courts-martial, special courts-martial samt general courts-martial. I artiklarna 22, 23 & 24 framgår det vilka befäl som har befogenhet att sammankalla till de olika formerna. Presidenten, försvarsministern, arméministern, marinministern, flygvapenministern samt inrikessäkerhetsministern (för kustbevakningen) är de enda civila befattningshavarna med befogenhet att sammankalla till krigsrätt.
Dödsstraff kan enbart utdömas vid en general courts-martial som motsvarar en rättegång i civil domstol, och måste godkännas av presidenten innan verkställandet äger rum.
Det finns en särskild appellationsdomstol för de väpnade styrkorna, United States Court of Appeals for the Armed Forces, bestående av civila domare som utnämns likt andra federala domare av presidenten med senatens råd och samtycke.

## Militärdomstol i Sverige
Krigsrätt är en sedan 1949 avskaffad svensk rättsinstans. Krigsrätten var lägsta krigsdomstol (underrätt) och utgjordes av fyra eller fem militära ledamöter och en auditör.
Följande gällde krigsrättens sammansättning:
I vanliga fall, såtillvida målet inte rör kapten, ryttmästare eller officer av högre grad, sammansattes krigsrätt av en överstelöjtnant eller major (vid flottan officer av motsvarande grad) samt två kaptener eller ryttmästare och en löjtnant samt en auditör.
Olika slags militära truppslag hade olika slags krigsrätter. Krigsrätterna var regementskrigsrätterna vid regementen eller kårer (regementschefen förordnade rätten), stationskrigsrätterna vid marinens stationer (dennas militärchef utfärdade förordnande), garnisonskrigsrätt på garnisonsort eller i fästning (förordnades av kommendanten) och fältkrigsrätt för avdelning av Krigsmakten, som var i fält eller bestod av personal från olika regementen, enligt särskild bestämmelse (för denna rätt utfärdades förordnande av avdelningens befälhavare). Särskilda förhållanden kunde i givna fall föranleda ändring i sammansättningen och i rättigheten att utfärda förordnande.